# Heoeugorna alboarcuata
Heoeugorna alboarcuata là một loài bướm đêm trong họ Noctuidae.